# خون خدا
خون خدا فیلمی به کارگردانی و نویسندگی مرتضی‌علی عباس میرزایی و تهیه‌کنندگی سیاوش حقیقی محصول سال ۱۳۹۷ است.

## خلاصه داستان
علی کارتن خوابی‌ست که دورانِ نقاهت ترک اعتیادش در خیابان‌ها، مصادف شده‌است با دهه اول محرم. او شب عاشورا در جعبهٔ غذای نذری که برایش آورده‌اند، پاکتی آغشته به خون می‌یابد.